# Grzybówka złotobrzega
Grzybówka złotobrzega (Mycena picta (Fr.) Harmaja) – gatunek grzybów z rodziny grzybówkowatych (Mycenaceae).

## Systematyka i nazewnictwo
Pozycja w klasyfikacji według Index Fungorum: Mycena, Mycenaceae, Agaricales, Agaricomycetidae, Agaricomycetes, Agaricomycotina, Basidiomycota, Fungi.
Po raz pierwszy takson ten opisał w 1815 r. Elias Fries, nadając mu nazwę Agaricus pictus>. Obecną nazwę nadał mu Harri Harmaja w 1979 r.
Pozostałe synonimy:
- Agaricus pictus var. concolor Fr. 1818
- Omphalia picta (Fr.) Gillet 1876
- Omphalia picta f. concolor (Fr.) Cejp 1936
- Omphalina picta (Fr.) Quél. 1886
- Xeromphalina picta (Fr.) A.H. Sm. 1953[2]

Maria Lisiewska w 1987 r. podała polską nazwę grzybówka Pearsone’a, Władysław Wojewoda w 2003 r. zmienił ją na grzybówka brązowofioletowa.

## Morfologia
Kapelusz
Średnica 3–7 mm, wysokość 2–5 mm, cylindryczny, nie wypłaszczający się wraz z wiekiem, zwykle zagłębiony pośrodku, bruzdkowaty, półprzezroczysty prążkowany, nagi, szarawy lub fioletowoszary do ciemnobrązowego z czarniawoszarymi prążkami, brzeg ochrowy lub pełn.
Blaszki
W liczbie 18–24 dochodzących do trzonu, o szerokości większej od długości, przyrośnięte lub nieco zbiegające, bladoszare lub blado płowożółte, ostrze jaśniejsze.
Trzon
Wysokość 20–38 mm, grubość 1–3 mm, chrzęstny, cylindryczny, równy. Powierzchnia naga, żółtobrązowa lub czarnobrązowa na wierzchołku, ciemniejsza do czerwonawo-brązowej niżej. Z podstawy wyrastają promieniście włókna grzybnoi wrastające w podłoże.
Miąższ
Cienki, bez wyraźnego zapachu i smaku.
Cechy mikroskopowe
Podstawki 21–22 × 7–8 µm, maczugowate, 4-zarodnikowe (zdarzają się 2-zarodnikowe). Zarodniki 6,5–10(–11,5) × 4–5 µm, Q=1,9–2,5, w kształcie czopka, nieamyloidalne. Cheilocystydy zbudowane z przylegających do siebie łańcuchów napęczniałych komórek, z których komórki końcowe, rzadko rozgałęzione. Pleurocystyd brak. Trama blaszek dekstrynoidalna. Skórka kapelusza zbudowana z gładkich strzępek o szerokości 1–5 µm. Strzępki warstwy korowej trzonu gładkie, bez kaulocystydy. Sprzążki występują u podstawy podstawek, strzępek kapeluszy i dolnych komórek cheilocystyd, ale są trudne do znalezienia.

## Występowanie i siedlisko
Najwięcej stanowisk grzybówki brązowofioletowej podano w Europie, ale występuje także w Ameryce Północnej, Azji i Afryce. Gatunek rzadki. Władysław Wojewoda w zestawieniu grzybów wielkoowocnikowych Polski w 2003 r. przytoczył jedno stanowisko z uwagą, że częstość występowania i stopień zagrożenia tego gatunku nie są znane. W latach późniejszych podano następne stanowiska. Aktualne stanowiska podaje także internetowy atlas grzybów, znajduje się w nim na liście gatunków zagrożonych i wartych objęcia ochroną.
Grzyb saprotroficzny. Owocniki pojawiają się od lata do jesieni pojedynczo lub w małych grupach, zarówno w lasach liściastych, jak i iglastych na wielu podłożach; na ziemi lub na resztkach drzewnych lub na zwalonych, rozkładających się pniach.